# آرش مرندی
آرش مرندی (زاده ۲۸ ژوئیه ۱۹۸۴ در تهران) بازیگر و گویندهٔ کتاب صوتی اهل آلمانی است.

## زندگی‌نامه
مرندی اصالتاً ایرانی است. او در بوزک بزرگ شد و به «مدرسه لندگراف لودویگ» و «مدرسه لیبیگ» در گیسن رفت. او در تئاتر شهر گیسن، جایی که بازیگران و کارگردانان بازیگری با او مونولوگ کار می‌کردند، به عنوان یک عضو در گروه تئاتر با حرفهٔ بازیگری ارتباط برقرار کرد و رئیس تئاتر کودک و نوجوان شد. «Kunze» الگوی بزرگ او بود. مرندی در سال ۲۰۰۷ برای تحصیل در دانشگاه موسیقی و تئاتر به هامبورگ نقل مکان کرد و در سال ۲۰۱۱ فارغ‌التحصیل شد.
مرندی برای نقش‌هایش در فیلم آمریکایی «دختری در شب تنها به خانه راه می‌رود» (۲۰۱۴) و «قندوز: حادثه‌ای برای حاجی غفور» (۲۰۱۱) شناخته شد. مرندی در برلین زندگی می‌کند.

## کارها

### فیلم‌های سینمایی
- ۲۰۱۰: مثل یک غریبه (Wie ein Fremder)
- ۲۰۱۱: قندوز
- ۲۰۱۴: دختری در شب تنها به خانه می‌رود
- ۲۰۱۵: طلوع
- ۲۰۱۶: زیر سایه
- ۲۰۱۶: گرگ آگاه (Awarewolf)
- ۲۰۱۷: سیسی بدون فرانتس (Sissi ohne Franz)
- ۲۰۱۷: تهران تابو
- ۲۰۱۸: گربه معیوب (Die defekte Katze)
- ۲۰۱۸: کرم‌های شب‌تاب (Fireflies)

### تولیدات تلویزیونی
- ۲۰۱۳: Großstadtrevier
- ۲۰۱۷: هشدار برای کبرا ۱۱
- ۲۰۲۰: تهران
- ۲۰۲۱: All You Need
- ۲۰۲۲: صحنه جرم
- ۲۰۲۲: SOKO Köln
- ۲۰۲۳: در تمام دوستی (In aller Freundschaft)

### کتاب صوتی
- ۲۰۱۲: غریبه‌های آشنا (Vertraute Fremde)